# Reichsstraße 370
Die Reichsstraße 370 (R 370) war bis 1945 eine Reichsstraße des Deutschen Reichs, die vollständig auf 1939 annektiertem, bis dahin tschechoslowakischem Gebiet (Protektorat Böhmen und Mähren) lag. Die Straße zweigte bei Prasetín rund 9 Kilometer westlich von Pacov (Patschau) von der damaligen Reichsstraße 349 ab und folgte dem Verlauf der heutigen Silnice I/19 nach Osten nach Pelhřimov (Pilgram), wo sie auf die damalige Reichsstraße 96 stieß.
Ihre Gesamtlänge betrug rund 25 Kilometer.